# ニュータウンの戦い
ニュータウンの戦い（ニュータウンのたたかい、英: Battle of Newtown、またはシェマングの戦い、英: Battle of Chemung）は、アメリカ独立戦争の中盤、1779年8月29日にアメリカ大陸軍の行ったサリバン遠征で唯一の大きな戦闘である。この遠征は、イギリス軍側に付いたイロコイ連邦インディアンからのニューヨーク邦に対する脅威を終わらせるために大陸会議がジョン・サリバン将軍に命じて、ニューヨーク邦からイロコイ族を追い出すことを目指していた。ロイヤリストの指導者ジョン・バトラーとウォルター・バトラーはニュータウンで大陸軍と対峙することを望まず、行軍中の敵軍にゲリラ戦を仕掛けることを提案したが、サエンクエラータなどインディアンの酋長達に押し切られた。
この戦闘はサリバン遠征の中で最も重要な戦闘であり、アメリカ独立戦争の中でも重要な転機になった。戦闘は現在のニューヨーク州、エルマイラの直ぐ郊外、シェマング川に沿った丘の麓で行われた。

## 地形

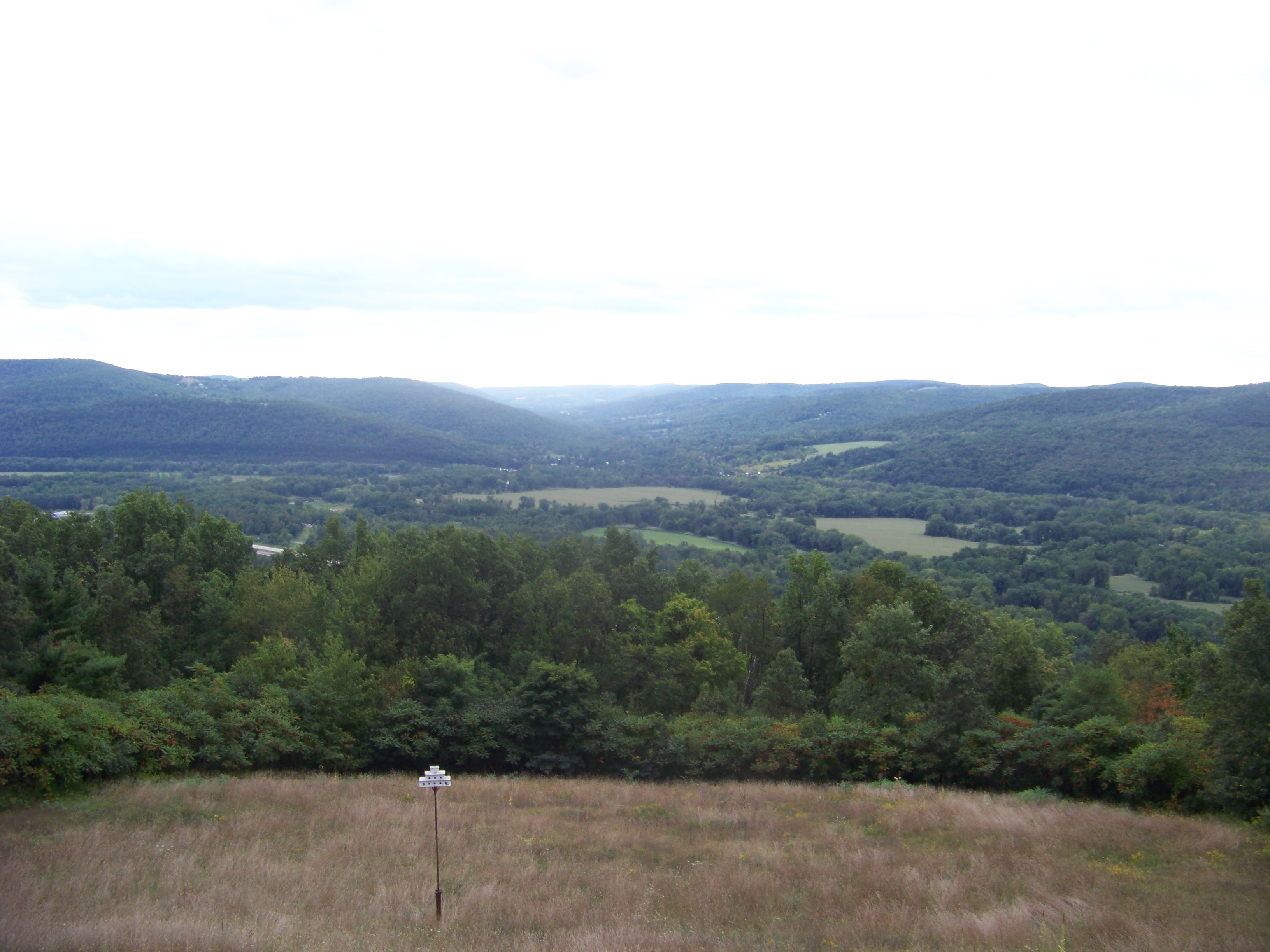
サリバンヒルの頂上からホフマンホローを見下ろす

戦闘は、現在ニュータウン戦場跡州立公園の一部になっているサリバンヒルと呼ばれる高い丘に沿って起こった。この丘はシェマング川に沿って南東から北西に走っており、頂部の長さは1マイル (1.6 km)、麓のニュータウンに向う道路からの高さ600フィート (200 m) だった。丘の斜面は松と低木のオークが繁っていた。ホフマンホローと呼ばれる小さな丘と樹木が深い湿地がサリバンヒルの直ぐ東にあった。ボールドウィン・クリークと呼ばれる小さな水路がホフマンホローを抜け、シェマング川に注いでいた（サリバンの報告書ではカユガ支流と記述されていた）。このクリークはシェマング川からはサリバンヒルの反対側、北西を通っており、西岸は急斜面だった。
イギリス軍とインディアンの部隊は丘の南東脚の上約150フィート (45 m)、道路まではマスケット銃の射程圏内に馬蹄形でカムフラージュされた土塁を築いた。イギリス軍はこの丘を、大陸軍がカユガ族のナンティコークとカナワホラの町に接近する際の監視地点と障害物として用いた。カユガ族の町は現在のエルマイラの位置にあった。

## 戦闘
1779年8月26日、サリバンはその軍隊の2つの部隊が集結したサリバン砦（現在のペンシルベニア州アセンズ）を進発した。その軍隊は約5,000名の武装が整い、十分な補給を受けた兵士で構成されていた。部隊はニューヨーク邦西部にあるイロコイ連邦の町と畑を破壊するためにサスケハナ川カユガ支流を緩り進んだ。サリバン砦からは丁度10マイル (16 km) 上流に、元はダニエル・モーガン大佐の暫定ライフル隊にいたライフル狙撃兵3個中隊からなる前衛部隊が午前半ばに到着した。待ち伏せを警戒して、進軍を停止し、周囲を偵察した。11時から11時半の間に隠された陣地を発見し、即座にエドワード・ハンド准将に報せた。ハンドは軽歩兵部隊を派遣し、ボールドウィン・クリークの土手を盾に射撃体勢を取らせ、陣地に向って繰り返し発砲させた。これに対して守備側は大陸軍を待ち伏せ地点におびき出そうと偽装撤退を繰り返したが、大陸軍側は動かなかった。サリバンは川沿いを進軍して縦長に伸びきっていた全部隊が集結したのちに、午後3時から旅団長達と作戦会議を開き、作戦を決定した。
マティアス・オグデン大佐が指揮する第1ニュージャージー連隊がウィリアム・マクスウェル准将のニュージャージー旅団から分離し、ロイヤリストとインディアンの部隊の側面を衝くためにシェマング川に沿って西に向った。同様にジェイムズ・クリントン准将のニューヨーク旅団とエノック・プア准将のニューハンプシャー旅団が東のホフマンホローを通る回り道をして、丘の東側面から接近し、敵軍への全面攻撃のときに敵の左翼に向うこととされた。一方サリバンのペンシルベニアとニュージャージー各旅団の統合部隊は、遠征に参加している全ての軽歩兵を寄せ集めた暫定連隊も吸収し、攻撃の準備を整えた。最初の1時間の終わりに10門の大砲が道に近い高台に据えられて、敵の土塁やその間の地帯に向かって発砲することになった。この発砲がハンド将軍の暫定連隊に馬蹄形の中央に向って側面攻撃を行う合図になり、同時に東に向った旅団が中に切れ込んで丘の頂部を攻撃し、土塁の左翼と背後に攻撃を向けることとされた。プアとクリントンの攻撃による銃声がハンドの部隊に届いたときに、その旅団はマクスウェルの旅団に支援されて土塁を急襲し、守備側に十字砲火を浴びせるものとされていた。
この作戦は複雑であり、命令が急に伝えられて余裕のないものだったが、旺盛な戦意を持って実行された。最終的な結果はロイヤリストとイロコイ族インディアンの完敗になった。プアとクリントンの旅団は、サリバンが後に「泥沼」と表現したホフマンホローの湿地を進む時に遅れ、作戦通りに包囲に参加できず、この遅れはロイヤリストとイロコイ族連合軍が囲みを脱出するのに十分だった。
大陸軍の損失はほとんどジョージ・リード中佐の第2ニューハンプシャー連隊が攻撃したときに発生した。リード連隊はプアの攻撃隊の最左翼を任され、斜面が最も急な所を登ったので、旅団の他部隊からはかなり遅れていた。ジョセフ・ブラントがインディアンの反撃部隊を指揮し、リード連隊をほとんど包囲した。前線の隣の連隊は28歳のヘンリー・ディアボーン中佐が指揮する第3ニューハンプシャー連隊であり、回れ右して2回一斉射撃を行い、丘を下って攻撃した。クリントンの旅団はプア旅団の下、やや右を登っていたが。その第3および第5ニューヨーク連隊を救援に派遣し、インディアンの反撃を潰えさせた。
サリバンの軍隊はその後さらに3つの町を壊滅させ、付近の畑と食料の備蓄を破壊した後に、士気の落ちた敵を3週間北に追撃し、その遠征を成功のうちに終了した。
歴史家のアラン・W・エッカートは次のように記している。

## サリバン軍の損失
戦死者：エリジャ・クレイズ大尉、ナサニエル・マコーリー中尉（第1ニューハンプシャー連隊）、伍長3名と兵卒2名、軍曹1名も戦死したと報告されている。
負傷者：ベンジャミン・ティットコム少佐、兵卒の負傷者は史料によって20名ないし39名と様々な数字があり、プア旅団は少なくとも27名、その他の部隊は4名がいた。

## 遺産
ニュータウン戦場国定歴史史跡はニューヨーク州シェマング郡のアッシュランドとシェマングの各町、およびエルマイラ市に跨る2,100エーカー (8.5 km2) 近い広さに跨っている。1973年、連邦政府がその歴史的重要性を認めて国定歴史史跡に指定した。
ニュータウン戦場跡をアメリカ合衆国国立公園局の管轄に組み込むために、内務長官ダーク・ケンプソーンがニュータウン戦場の重要性の評価、ならびに国立公園局の管轄に含めることの妥当性と可能性を評価する特別研究を遂行することを指示する連邦議会決議案H.R. 6866が検討に付された。
今日の戦場跡には州間高速道路86号線とニューヨーク州道17号線のウェルズバーブ出口から行くことができる。インターチェンジ近くの幾つかの道路標識で様々な部隊の位置が分かる。州立公園ン内のクリントンとプアの旅団が陣取った場所に近い丘の斜面に高い記念碑が立っている。この丘からはインターチェンジを見下ろすことができ、現在ニュータウン戦場州立公園と呼ばれている。